# Квартира-студія
Квартира-студія — житлове приміщення, не розділене жорсткими перегородками, в якому немає дверей (окрім вхідних дверей і дверей у санвузол). Цей вид житла започаткований у США в 1920-х роках як бюджетний варіант.
Квартира-студія невеликої площі ділиться тільки на дві основні зони: житловий простір і кухню. Студії більшої площі можуть мати більше зон, наприклад: приготування їжі, приймання гостей, зону відпочинку. Але при всіх варіантах  перехід з однієї зони в іншу відбувається без відкривання дверей. Розподіл простору в квартирі-студії здійснюється виділенням зон кольором, розставленням меблів, покриттям підлоги, перепадом рівня підлоги та іншим.
Квартира-студія відноситься до бюджетного житла. Квартири невеликого метражу можуть купити люди, котрим бракує грошей на однокімнатну квартиру.
Синонім: кавалерка.